# Odda
Odda är en tätort och stad som utgör centralort i Ullensvangs kommun i Vestland fylke i västra Norge. Orten ligger vid riksväg 13, innerst inne i Sørfjorden, en smal långsträckt arm av Hardangerfjorden.
Orten har tidigare utgjort centralort i dåvarande Odda kommun i Hordaland fylke.